# Klaus Kessler (Schriftsteller)
Klaus Kessler (* 3. Oktober 1925 in Timișoara, Königreich Rumänien; † 20. Dezember 2005 in Bukarest, Rumänien) war ein rumäniendeutscher Arzt, Autor, Übersetzer und Musikkritiker.

## Leben
Kessler wuchs in Sighișoara in Siebenbürgen auf. Er studierte Medizin und war als Lehrer an dem Institutul de Educație Fizică și Sport in der rumänischen Hauptstadt Bukarest tätig. Er wurde bekannt als Autor, Übersetzer und Musikkritiker. Politisch engagierte er sich im Demokratischen Forum der Deutschen in Rumänien.

## Werke
- Flächen und Facetten, 1970
- Nachrichten über Stefan, 1975
- Verspätete Chronik. Die Konzertreise von Brahms und Joachim ins Banat und nach Siebenbürgen 1879, Bukarest 1984[3]
- Der Umzug, 1986
- Versteckte Schreie. Aus einer Sklavenkolonie, 1995
- Eburnum für Siebenbürgen, 2003